# Fifth Album
Fifth Album (также известен как Judy Collins’ Fifth Album) — четвёртый студийный альбом американской певицы Джуди Коллинз, выпущенный в 1965 году на лейбле Elektra Records.

## Об альбоме
На альбоме представлена коллекция традиционных народных баллад и песен Боба Дилана, Ричарда Фариньи, Фила Оукса и Мальвины Рейнольдс. Некоторые песни носили злободневный характер, особенно песня Оукса «In the Heat of the Summer» (в которой рассказывалось о гарлемских беспорядках 1964 года) и песня Рейнольдса «It Isn’t Nice».
Альбом попал в чарт Billboard Top LPs, заняв 69 позицию.

## Отзывы критиков
| Оценки критиков               | Оценки критиков |
| Источник                      | Оценка          |
| ----------------------------- | --------------- |
| AllMusic                      | [ 2 ]           |
| Encyclopedia of Popular Music | [ 3 ]           |
| The Rolling Stone Album Guide | [ 4 ]           |

Пол Эванс из The Rolling Stone Album Guide отмечает, что превосходный пятый альбом знаменует собой отход Коллинз от традиционного фолка: «„Lord Gregory“ и „The Coming of the Roads“ Билли Эдда Уилера — красивые, лаконичные версии простых песен, но с „Thirsty Boots“ Эрика Андерсена и тремя каверами Дилана Коллинз начинает переходить к более плотному материалу».

## Список композиций
| №  | Название                        | Автор(ы)        | Длительность |
| -- | ------------------------------- | --------------- | ------------ |
| 1. | «Pack Up Your Sorrows»          | Ричард Фаринья  | 3:10         |
| 2. | «The Coming of the Roads»       | Билли Эдд Уилер | 3:31         |
| 3. | «So Early, Early in the Spring» | народная        | 3:04         |
| 4. | «Tomorrow is a Long Time»       | Боб Дилан       | 4:04         |
| 5. | «Daddy You've Been on My Mind»  | Боб Дилан       | 2:52         |
| 6. | «Thirsty Boots»                 | Эрик Андерсен   | 4:57         |

| №  | Название                    | Автор(ы)           | Длительность |
| -- | --------------------------- | ------------------ | ------------ |
| 1. | «Mr. Tambourine Man»        | Боб Дилан          | 5:20         |
| 2. | «Lord Gregory»              | народная           | 3:28         |
| 3. | «In the Heat of the Summer» | Фил Оукс           | 3:21         |
| 4. | «Early Morning Rain»        | Гордон Лайтфут     | 3:10         |
| 5. | «Carry It On»               | Гил Тернер         | 2:44         |
| 6. | «It Isn't Nice» (Live)      | Мальвина Рейнольдс | 2:58         |

## Участники записи
- Джуди Коллинз — вокал, гитара, фортепиано
- Ричард Фаринья — дульцимер
- Чак Израельс[англ.] — контрабас, виолончель
- Дэнни Колб — гитара
- Билл Ли[англ.] — контрабас
- Джон Себастьян[англ.] — гармоника
- Роберт Сильвестер — виолончель
- Билл Такас — контрабас
- Эрик Вайсберг — гитара, бэк-вокал
- Джерри Доджисон — флейта

## Чарты
| Чарт (1965)         | Высшая позиция |
| ------------------- | -------------- |
| США (Billboard 200) | 69             |